# OEC Taipei Ladies Open 2012
L'OEC Taipei Ladies Open 2012 è stato un torneo professionistico di tennis femminile giocato sul sintetico indoor. È stata la 5ª edizione del torneo, che fa parte del WTA Challenger Tour 2012. Si è giocato a Taipei in Taiwan dal 27 ottobre al 4 novembre 2012.

## Partecipanti

### Teste di serie
| Nazionalità   | Giocatrice          | Ranking* | Testa di serie |
| ------------- | ------------------- | -------- | -------------- |
| Cina          | Peng Shuai          | 40       | 1              |
| Bielorussia   | Ol'ga Govorcova     | 54       | 2              |
| Giappone      | Ayumi Morita        | 74       | 3              |
| Francia       | Kristina Mladenovic | 93       | 4              |
| Taipei cinese | Chang Kai-chen      | 97       | 5              |
| Giappone      | Kimiko Date-Krumm   | 100      | 6              |
| Giappone      | Misaki Doi          | 104      | 7              |
| Ungheria      | Gréta Arn           | 118      | 8              |

* Ranking al 22 ottobre 2012.

### Altre partecipanti
Giocatrici che hanno ricevuto una wild card:
- Chan Chin-wei
- Chan Hao-ching
- Juan Ting-fei
- Lee Ya-hsuan
- Peng Shuai

Giocatrici che sono passate dalle qualificazioni:
- Hsu Wen-Hsin
- Lee Hua-Chen
- Alexandra Stevenson
- Zhang Ling

## Campionesse

### Singolare
Kristina Mladenovic ha sconfitto in finale  Chang Kai-chen per 6-4, 6-3.

### Doppio
Chan Hao-ching /  Kristina Mladenovic hanno sconfitto in finale  Chang Kai-chen /  Ol'ga Govorcova per 5-7, 6-2, [10-8].